# Nanggela (Greged)
Nanggela is een bestuurslaag in het regentschap Cirebon van de provincie West-Java, Indonesië. Nanggela telt 5791 inwoners (volkstelling 2010).